# 摩耗

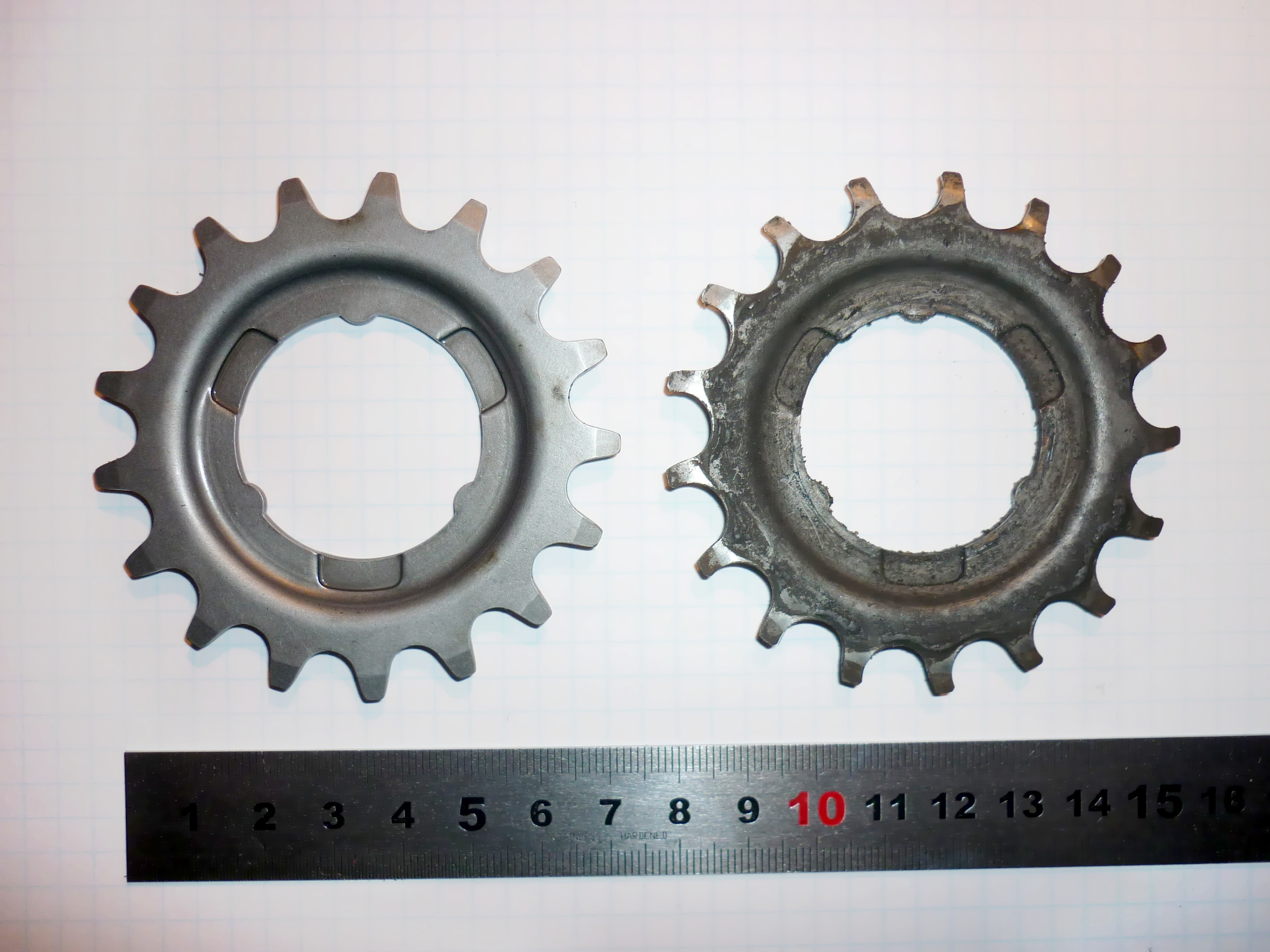
自転車後部ギヤの摩耗の例：左が未使用のもの。右が摩耗後のもの

摩耗（、英: wear）とは、摩擦に伴って生じる固体表面部分の逐次減量のことである。磨耗とも表記される。

## 摩耗の種類
摩耗の種類については諸説あるが、現在ではその機構に基づいて
1. 凝着摩耗
2. 切削摩耗
3. 腐食摩耗
4. 疲労摩耗

と分類される。さらに副次的な摩耗として
1. エロージョン
2. キャビテーションエロージョン
3. 電食

を含める場合もある。
摩擦する表面は、通常、見かけ接触面積より非常に小さい真実接触部（見かけ接触面積の1/1000以下となることも多い）で接しており、その部分は摩擦に伴い極端に高い圧力と温度に曝される。そのため、通常では生じないような化学反応を誘引することがあり（トライボ・ケミカル反応）、その化学反応により表面が減量する摩耗も存在する。
また、表面の化学反応は不動態に代表されるようにある深さまで進展した段階で反応速度が極端に遅くなる場合があるが、こうした表面が繰り返し摩擦に曝されると、反応生成物が取り除かれて母材が新生面として露出し、表面の逐次減量（＝摩耗）が進行する場合がある。この摩耗は「腐食摩耗」などと称される。
その他、振動を受けるネジの締結部等が多量の細かい黒色摩耗粉を生じて摩耗する「フレッチング」、粉を気体を媒体として輸送する場合に粉が輸送パイプ等の壁を摩耗させる「エロージョン」等の摩耗形態も存在する。
フレッチング摩耗は、黒色摩耗粉がしばらくすると赤錆に変わることから、“ココア”とも呼ばれる。また機械類で重大な故障として発生した場合に大量の錆びた摩耗粉が見つかるため、腐食摩耗と間違えられることがある。
対象材物質の性状、荷重や速度などの力学的条件、温度などの化学的条件の影響を敏感に受け、容易に何桁も摩耗量が増減するなど、その予測が難しい現象である。